# 放送禁止用語
放送禁止用語（ほうそうきんしようご）とは、テレビやラジオなどのマスメディアにおいて、何らかの理由により放送における使用を自粛している言葉の俗称。今日の日本ではごく一部の例外（電波法に規定されているもの）を除き、法によって明文化された放送禁止用語は存在せず、単なる放送事業者の表現の自主規制であり、公表もされていない。日本では、2008年以降はおもに視聴者からのクレーム（これには当然、公権力によるものも含む）により適宜定められるものとなり、「放送にあたって要注意とする用語」あるいは「放送自粛用語」などと言われる。

## 概説
国により差異はあるが、各国の電波法やその関連法などに定めるもののほか、言論・表現の自由が認められている国であれば、おおむね「公序良俗」に反する、すなわち、差別的あるいは侮蔑的、卑猥、犯罪を肯定しこれを模倣・助長させる意味などを持つ言葉などで、放送の中立性・健全性を阻害する、公共の福祉に反する、もしくはそのおそれのあるものについて、「放送に用いるのに不適切な言葉」として規制の対象とし、放送に用いない、あるいは放送に用いることに一定の制限を設けるものとしている。しかし、その「判断」と「規制」を行う主体はまちまちで、それぞれの国の歴史的経緯などが反映され、国家として法令に「放送禁止用語」を定めている国もあれば、まったく自主的なものとしている国もある。なお、国家により、言論、表現の自由が認められていない、あるいは制限を課されている国においては公権力による明確な放送禁止用語が存在する。太平洋戦争前・戦争中の日本もそうであった。
戦後、日本のマスコミは、戦前・戦中のプロパガンダに加担した経緯から、放送事業者は放送法の定めるところに従い、放送番組の憲法ともいうべき番組基準（放送基準）（俗にこれを放送コードと呼ぶ）を定め、各放送事業者の自己責任においてこれを運用する。この番組基準の下に、「放送に用いるのに不適切な言葉」は取り扱われる。その判断は放送局が自ら行い、自ら規制し、中立で健全な放送を維持するものであり、日本の放送において、放送禁止用語というものは存在せず、あくまでも番組基準の「解釈」の中に存在するものである。つまり、第三者によって「禁止」されるものではなく、放送局および制作担当者の現場判断で放送に用いるか、あるいは「自粛」するかを決めるもの、すなわち自主規制するものであることから、「放送注意用語」「放送自粛用語」とも呼ばれる。さらに、「放送コードに引っかかる（抵触する）言葉」などともいう。従来、日本放送協会（NHK）では「禁止」という言葉を避け「放送問題用語」などとしていたが、後述の理由により、おおむね2008年以降、正式には廃止されたものとなっている。
日本の場合には「自主規制」であることから、第三者により規定された「放送禁止用語リスト」というものはなく、テレビ・ラジオ業界ともに、それぞれの番組基準の解釈と世論動向や番組の種類（教養、娯楽などの分類）、時間帯による視聴者、聴取者層の変化などの要素を加えて判断していることが多い。このため、たとえば、放送するのに注意を要する言葉あるいは表現を含んだものについては、時間帯・番組ジャンルなどによって視聴者、聴取者の年齢層などが異なることを考慮し、ゴールデンタイムでは規制されても深夜帯では放送されるものなどがある。なお、ひとつひとつの言葉は不適切なものではないが、これを組み合わせた「内容」が不適切なものとなるようなコメント、歌や映像なども規制の対象となる。過去、日本には「要注意歌謡曲」なるものが存在したが、今日では廃止されている。そのほか、番組の内容上必要のない個人や団体の情報を含むもの、意匠、商標などが各国の法の範囲にしたがって規制の対象となる。
民間放送局（民放）の広告放送（CM＝コマーシャルメッセージ）については具体的な根拠法がいくつもあることから、表現を含めたより多くの具体的な規制があり、おおむね各国で「事前考査」を経て放送される。金融関係、煙草、医薬品、医薬部外品、いわゆる健康食品などがその代表例である。
なお、ドイツではナチズムのプロパガンダおよびこれに類する行為が刑法により禁じられていることから、処罰の対象となる正式な「放送禁止用語」や「放送禁止表現」が存在する。また、国際的に統一して通常放送で禁止とされているものとして、遭難信号の送出、すなわち所定通信方法による「メーデー」の送出などがある。

## 抱える問題

### 表現の自由との関係
そもそも、人の思想・思考による言論、表現とはある特定の目的を持っているものであり、厳密な中立性などを保つことはできない。ゆえに、思想・思考、言論、表現の自由は保障されなければならない。しかしながら「社会」を持つ人は時として利害関係を生じることになる。ここには「自由」と「責任」の関係が成立する。特に、大衆を対象とする放送で安易にすべてをありのまま自由に表現することは、言論・表現の自由が保障されていれば、なおさら容易に当事者間や第三者間での利害関係を生みやすく、好ましくないというのは国際的にほぼ共通した認識である。このことから、「放送の責任」としての言論、表現の規制が各国で行われる。
基本的に、表現行為の責任は表現者に帰属する。したがって、表現者自身が自らの表現行為が他の人権などを侵害するかどうかの斟酌を行うことによってなされるのが表現の規制であるとされている。すなわち、表現の規制はマスメディアに限らず、表現の自由が保証された民主主義社会においては個人対個人のレベルより日常的に広く行われている。一方で、具体的に表現のあるべき姿については多くの考え方が存在し、一義的に示すことは事実上不可能である。このことから、表現の自由の範囲にあるものと「放送局が判断して」放送したものでも、結果として問題になることがある。日本での近年例では、弁護士の橋下徹が読売テレビ『たかじんのそこまで言って委員会』で刑事被告人の弁護人に対する懲戒請求を視聴者に呼びかけたことから、弁護人に対して懲戒請求が殺到、橋下はこの弁護人より業務妨害として提訴され、一審および第二審で原告勝訴となった。また、この問題で大阪弁護士会は橋下に対し「品位を害する行為」に該当するとし、業務停止2か月の懲戒処分を課した。しかしその後、最高裁判所は、橋下の発言を「軽率な行為であり、その発言の措辞にも不適切な点があった」としながらも、重大事件の弁護人が社会から批判を受けることはやむを得ないとして原告を敗訴させた。この判決は、直接には放送局の判断を正当としたものではないが、放送における論評の自由を広く認めたものである。
一方で過去には、中国放送（RCC）でアナウンサーが余った放送時間を使ってアドリブで話した内容が表現の自由の範囲を逸脱しており、自主規制すべき内容であったとされて会社から懲戒処分を受けたことから提訴、原告勝訴となった例もある。これは、労働組合幹部であった担当アナウンサーが、翌日の交通機関ストライキなどについてアドリブで話したことがきっかけとなったものである。

### 言葉の言い換え
商業メディアでは、差別糾弾を回避する手段が常に模索され続けている。その一つとして差別用語の言い換え・差し替えが行われている。
日本では、差別用語の一部もしくはすべての言い換えに反対する立場から「言葉狩り」として批判する向きも一部にある。同様に、おもにアメリカなどの英語圏で行われているそれは「ポリティカル・コレクトネス（政治的な正しさ）」とも呼ばれる。
「言語表現」は「単語を並べた文章」によるものであり、差別的とされる単語のみを言い換え、差し替えたとしても、文章そのものが差別を目的とするものであれば意味がない。これが上述「言葉狩り」批判の根拠である。もちろん差別的とされる単語に限らず、多くの人が不快感などを覚える単語の使用は好ましくはないのであるが、それを理由にその単語のみ「きれいなもの」としても、文章そのものに不快感などが残るものは、やはり不適切なものになる。逆に、差別的とされる単語が用いられているとしても、その文章が差別糾弾などを目的とするものであれば必ずしも不適切なものとはならない。さらにいわゆる「言葉の暴力」などは、「すべてきれいな単語」でも成立するものであり、「不適切な単語」のみを規制しても決してなくなるものではない。小林信彦は「笑学百科」に、民放アナウンサーが禿頭の男性のことを「髪の毛の不自由な人」と言ったため相手が激怒したというエピソードを書いている。

## 放送禁止用語として扱われる言葉

### アメリカ
アメリカには、もともと卑猥・粗雑な言葉の公共の場での使用はタブーとする文化的概念がある。「くそー」などの言葉の使用は、公共の場における使用のみならず、出版物などについても法的に制限されてきた経緯がある。現在でも極端に卑猥な言葉について、公共の場における使用に法的な制限を設けているところがある。このように、上位となる文化的概念や直接的な法的規制が存在する。
差別用語であれば、それぞれの差別用語の使用をいちいち自主規制で一律に禁止するという考え方そのものが存在しない。たとえば、ドラマにおいて人種的対立が描かれる場合は nigger などの差別用語が（悪役によって）当たり前のように使用される。1970年代以前に「低俗な放送内容」が問題となり、一律な放送禁止用語とされていた「七大卑語」（The Seven Dirty Words）についても、現在はそのような扱いはされていない。
アメリカでは言論・表現の自由の尊重という概念が、古くから大衆に定着していることから、言葉の検閲にあたる行為は避けられる傾向にある。このことから、発言者に対して直接その責任を問う風潮が定着している。アメリカではザ・トゥナイト・ショーに出演した全盲の歌手、トム・サリヴァンに司会者が「サイレントス（目が不自由）で大変ですね」と労ったつもりで話したが、サリヴァンは「生まれたときからブラインド（めくら）なんだから、僕はちっとも不自由とは思っていない。楽しんでいるよ。僕のためにサイレントスだなんて表現しなくたっていいんだよ」と答えたこともあった。
放送局に対しては、不適切な発言や表現をする者や、不適切な言葉や表現を含む番組素材を必要もなく安易に使うことについて責任を問われること、対立する意見については放送局の判断よりも大衆の意見・判断を尊重すべきであるという考えから、実質的に「ファック」以外の言葉は放送禁止とされないようになってきている。さらに「ファック」にしても、適宜その部分が効果音などによって消去されるのみで、出演者がその言葉を発言すること自体は特に禁止されてはいない。
すなわち、放送禁止用語の扱いは放送局ではなく発言者の責任で行われることから、自身の発言に責任を持てない出演者などに限り、放送局の判断で消音措置などが行われることが多い。言論・表現の自由が保証されている諸国では、出演者の不適切な発言や表現により放送局が損害を被った場合、その出演者に対して放送局が損害賠償を求めて提訴する、逆に、放送局の勝手な判断により消音措置などをされた結果、自らの主張が正しく大衆に伝わらなかったとして、放送局が出演者から提訴されるといった例もある。

#### 七大卑語
- shit - 糞
- piss - 小便
- tits - 女性の乳房
- fuck - 性交
- cunt - 女性器
- cocksucker - フェラチオ、ホモセクシュアル
- motherfucker - 見下げ果てた野郎。字義的には「母子相姦する奴」という意味。

#### アメリカ連邦通信委員会（FCC）により規定された放送禁止用語
- fuck[15]
- shit[15]
- bitch[15]
- goddamn[15]
- asshole[15]

上記以外には hell、damn も指定されていたが2000年ごろに解除されている。

#### 七大卑語以外の問題用語
アニメ映画『天空の城ラピュタ』のアメリカ向け英語版の題は、「la puta」がスペイン語で「その売春婦」を意味する言葉であるためヒスパニック系視聴者に配慮して『Castle in the Sky』（天空の城）とされている。また「nigger」は黒人を侮蔑する言葉で、俗に「Nワード」とも呼ばれるが、当然黒人をこの言葉で侮辱することを肯定的に扱うような放送内容はありえず、人種間対立が脚本に組み込まれている番組などでは用いられる場合がある。
なお楽曲については、本旨に問題がなくても、短い楽曲であるがために、視聴者・聴取者にその本旨が正確に伝わらない可能性がある。アメリカ合衆国では、歌詞や効果音に侮蔑語、差別語などが使われている場合、その部分のボーカル音をカット編集したり自主規制音を入れる、あるいは意味に齟齬はあるが発音の似ている単語や発音自体は似ていないが意味の通る単語や表現に置き換えることがある。

### 中国
中華人民共和国では、検閲によってさまざまな言葉が放送禁止用語になっている。
六四天安門事件などが代表例とされ、中国向けの衛星放送・ケーブルテレビでの国際テレビ放送にて同事件の話題や放送禁止用語が発せられると電波をまるごと遮断する措置がとられるほどでもある。

### ドイツ
ドイツではナチズムのプロパガンダおよびこれに類する行為が、刑法第86a条により禁じられており、ドイツには処罰の対象となる正式な「放送禁止用語」や「放送禁止表現」が存在する。
国家社会主義ドイツ労働者党（いわゆるナチス党）を肯定的に扱ういくつかの言葉や表現で、特に同党のハーケンクロイツ（鉤十字）、SS、いくつかのシンボルに対する規制は厳しく、基本的に学術目的以外に用いることはできない。
近年になって、反ナチズムの高揚を目的とし、同党を明確に犯罪団体として侮蔑的に扱うことを条件に、やや規制が緩和されている。なお、刑法により禁じていることからこの規制は放送のみならず、出版、インターネットなども広く対象となっている。

ナチズムのプロパガンダおよびこれに類する行為を刑法などで禁じている国家は、ヨーロッパではほかにオーストリア、ハンガリー、ポーランド、チェコ、フランスなどがある。これらの国々の放送局ではドイツと同じ、あるいは準じたものとして、ナチスに関連または類似した言葉や表現の使用を禁じ、または制限している。

### 日本

#### 日本語
歴史的経緯より具体的に対象となる言葉や表現が多く、正確には把握されていない。このことから、NHK、日本民間放送連盟（民放連）放送基準の解釈が根拠となる。方言も対象となることがあるため、各放送局でそれぞれ問題となった際に個別検討している例が多い。具体的には対象となる言葉や表現をリストアップするのではなく、「放送基準の精神」の解釈が大切、すなわち個人がそれまでに身につけた良識に「放送基準の精神」を加えたものが「放送基準マインド」であるとされ、「放送に携わる者それぞれの持つ自主基準」によって運用される。ただし2005年以降、個人情報が露見する、あるいはその恐れのある言葉あるいは表現などについては、個人情報保護法関連五法の全面施行により、定められた例外を除いて規制対象となっている。

なお、各民放の放送基準はおおむね民放連放送基準に準拠したものであるため、日本にはおおむね2つの放送基準があることになるが、基本となる部分に大差はないため、用語についてはNHK、民放ともにほぼ同じ解釈・取り扱いとなる。しかし、NHKは「公共放送」、民放は「商業放送」であることから取り扱う内容について差があり、結果としてNHKの方が「より厳しい」というものになる傾向がある。

実施上、曖昧な公序良俗などの概念によるのは困難であることから、各言葉の規制の根拠を成すものは放送基準にある「法と政治」、すなわち「法令を尊重し、その執行を妨げる言動を是認するような取り扱いはしない」「国の機関が審理している問題については慎重に取り扱い、係争中の問題はその審理を妨げないように注意する」「人種、民族、国民に関することを取り扱うときは、その感情を尊重しなければならない」であり、結果、それぞれ対象となる言葉は各法令、頻発する事件や国内外の複数の司法判断などを根拠としたものになる。
そのほか、おもにNHKでは専門的で難解とされる用字や用語の言いかえもなされる。
日本では、詳細な放送禁止用語の設定とその取り扱いについては、各放送局ともに現在でも「関係者限り」としている（数少ない例として、司法により認められ、公にされた言葉に「めかんち」「ちんば」がある。）。これは、根本的に放送における表現の規制は各放送局の自主的な判断＝主観的判断によって行われるものであり、各放送局の自由な思想の範囲、究極には上述のように「放送従事者の良識の範囲」であることから、「偏った根拠」によるものであるのが普通であり、放送禁止用語を公表することは自らの掲げる中立性と矛盾することになるという判断がなされるためである。しかし、この大元となる判断基準についても何ら客観的な正しさはない。

NHKはこれらの問題に対するひとつの答えとして、約半世紀にわたるNHK独自の言語研究の結果をまとめ、2008年その新放送ガイドラインに「放送の用字・用語・発音は、『NHK新用字用語辞典』、『NHKことばのハンドブック』および『NHK日本語発音アクセント辞典』に準拠する」と明記した。「NHKの考える放送可能用語」について公開、大衆の判断を仰ぎ、適宜加除するものとした。民放各社などもおおむねこれに追従している。したがって、『NHK新用字用語辞典』『NHKことばのハンドブック』にない言葉や用法などが実質的な放送禁止用語となったことから、長年各局に存在した用語対制限理由を示した「放送問題用語リスト」は過去のものとなっている。
ただし、これらの円滑な運用は非常に難しいことから、2016年（平成28年）現在のところ、実際の運用はおもに視聴者からのクレーム（公権力によるものも含む）により適宜定めたものに従って運用されており、それは新しく「放送注意用語」あるいは「放送自粛用語」などと言われるものになっている。

ただし、古典文学など今日では放送禁止となるものでも、作品朗読の際、オリジナリティや時代背景などを尊重してそのまま朗読することがあり、その断りを入れる場合もある。

#### 日本語以外の言語
日本における日本語以外での放送は、日本語のものと概ね同様に扱われる。ただし、NHKワールド JAPANは放送法第65条に基づく日本政府の要請放送を扱うため、しおかぜは北朝鮮拉致被害者向けで民間の皮をかぶった実質半国営放送であるという事情により、特に慎重な言葉遣いがなされる。